# Кон, Эрвин
Эрвин Кон (нем. Erwin Kohn, 20 декабря 1911 — 18 марта 1994) — австрийский и аргентинский игрок в настольный теннис, призёр чемпионатов мира. По национальности — еврей.

## Биография
Родился в 1911 году в Бадене (Австро-Венгрия). В 1930, 1931 и 1933 годах становился чемпионом Австрии в одиночном разряде. В 1929-1937 годах завоевал 9 медалей чемпионатов мира (в том числе одну золотую).
Перед Второй мировой войной из-за своего еврейского происхождения был вынужден эмигрировать, в итоге поселился в Аргентине. С 1940 по 1952 годы 8 раз становился чемпионом Аргентины по настольному теннису.
В 2012 году имя Эрвина Кона было включено в Международный еврейский спортивный зал славы.